# 车车尔勒格机场
车车尔勒格机场是一座位于蒙古国西部地区后杭爱省首府车车尔勒格的机场。机场位于车车尔勒格东南方1公里处，拥有一条方向为14/32，1,650米 × 35米（5,413英尺 × 115英尺）的草地跑道。2010年代，随着车车尔勒格的城镇扩张，机场区域被用来进行房地产开发等项目，包括大部分跑道被占据，现已不能用于飞机起降等用途。